# Мария Тереза Рафаела Бурбон-Испанска
Мари Тереза Антония Рафаела  (María Teresa Antonia Rafaela) е испанска инфанта и дофина на Франция – първа съпруга на френския дофин Луи.

## Биография

### Произход и ранни години
Родена е на 11 юни 1726 г. в Мадрид като инфанта Мария Тереза Антония Рафаела де Бурбон и Фарнезе. Тя е втора дъщеря на испанския крал Филип V от втората му съпруга Елизабет Фарнезе.
През 1730 г. Мария Тереза Рафаела е сгодена за сина на френския крал Луи XV – дофина Луи. Годежът е обявен след сватбата на френската принцеса Луиза-Елизабет за брата на Мария-Тереза – инфант Фелипе. Двата брака трябвало да скрепят отношенията между кралските дворове във Версай и Мадрид, обтегнати след отказа на Луи XV да се ожени за инфанта Мария-Виктория, сестра на Мария-Тереза. По настояване на майка ѝ Мария-Тереза остава в Испания до навършване на подходяща за женитба възраст.

### Дофина на Франция
На 23 февруари 1745 г., във Версай, Мария-Тереза е венчана за френския дофин Луи. Церемонията е извършена от кардинал Дьо Роан. Бракът не започва с добре и не е консумиран през първата брачна нощ, но въпреки това Мария-Тереза поддържа добри отношения със семейството на съпруга си, който скоро се влюбва в нея.

### Смърт
Мария-Тереза умира във Версай, на 22 юли 1746 г., при раждането на първото си дете – Мари-Терез, която умира през 1748 г. След смъртта на Мария Тереза Рафала Луи XV жени сина си за саксонската принцеса Мария-Йозефа.